# Pasenbach (Vierkirchen)
Pasenbach ist ein Gemeindeteil der Gemeinde Vierkirchen im Landkreis Dachau.

## Frühe Geschichte
Der Name weist auf eine Siedlung am Bach eines gewissen Paso hin und dürfte im 8. Jahrhundert entstanden sein. Die erste urkundliche Erwähnung reicht in das Jahr 819 zurück, nach der ein Geistlicher namens Tozi seinen Besitz in Pasinpah dem Freisinger Dom geschenkt habe. Im 9. Jahrhundert wird auch erstmals eine Kirche erwähnt.
Im 12. Jahrhundert gehen Teile der Besitztümer an das benachbarte Kloster Indersdorf sowie das Geschlecht der Daxberger, wobei dieses Geschlecht bereits im 15. Jahrhundert ausstirbt. Der Dachs lebte bis 1971 im Wappen der Gemeinde Pasenbach weiter.
1432 wird ein Gericht zu Pasenbach erwähnt, 1440 wird Pasenbach als Hofmark bezeichnet.

## Schloss und Hofmark Pasenbach

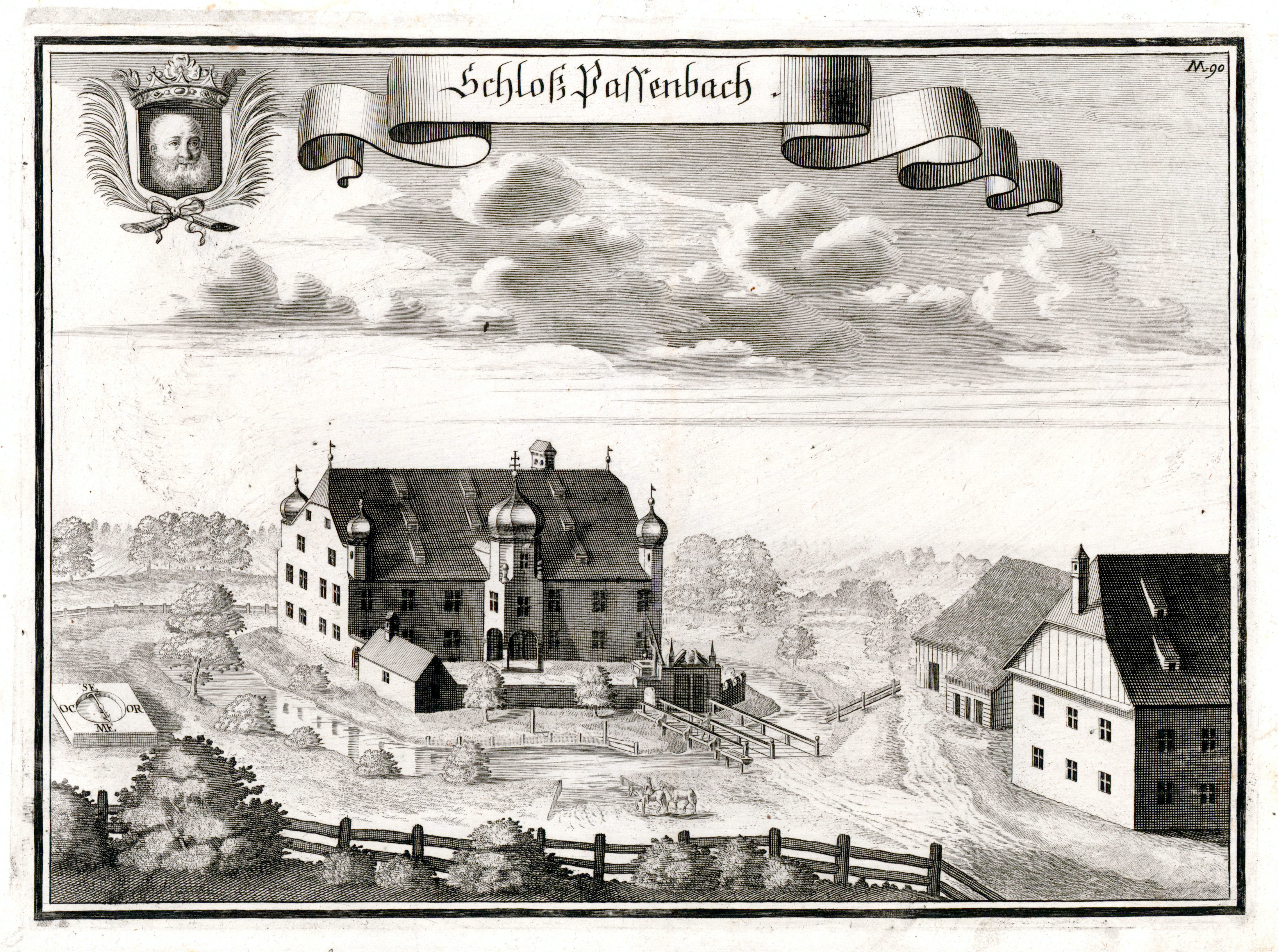
Schloss Pasenbach um 1700 (Stich von Michael Wening)

Die Hofmark Pasenbach war eine Hofmark ab 1440 mit Sitz auf Schloss Pasenbach in Pasenbach. Das Schloss Pasenbach war ein einfacher, rechteckiger, zweigeschossiger Bau mit hohem Satteldach, der von einem breiten Wassergraben umgeben war. An den vier Ecken befanden sich kleine Türmchen mit Zwiebeldächern. Ein massiver quadratischer Zwiebelturm beherrschte die Südseite des Schlosses.

## Filialkirche St. Leonhard und Anna
Die heutige Filialkirche St. Leonhard und Anna der Pfarrei Vierkirchen ist ein gotischer Bau, der in barocker Zeit umgebaut oder erweitert und vor allem neu ausgestattet wurde. Der dreiseitig geschlossene, etwas eingezogene Chor ist mit einem Tonnengewölbe mit Stichkappen überwölbt. Der im Kern spätgotische, quadratische Turm ist an die Nordseite des Chors angebaut. Seine Zwiebelkuppel erhielt er im 17. Jahrhundert. In ihm hängen zwei Glocken, darunter die älteste im Landkreis. Sie ist rund 880 Jahre alt.
In einer Nische der Außenwand des Chores steht die Figur des hl. Leonhard (17. Jahrhundert), der eine schwere Kette mit Schelle und Schloss in seiner Linken hält. Die Figur ist aus Ton gebrannt.

## Gemeinde Pasenbach
Mit der Bildung von neuen politischen Verwaltungseinheiten in Bayern durch das zweite Gemeindeedikt von 1818 erlangte Pasenbach den Status einer Gemeinde. Am 1. Januar 1972 erfolgte die Eingliederung in die Nachbargemeinden Vierkirchen (Hauptteil) und Weichs.

### Wappen
Wappenbeschreibung: „In Rot ein gesenkter goldener Wellenbalken, darüber ein nach links steigender silberner Dachs“. Das Wappenbild zeigt das Symbol der Dachsberger von Pasenbach mit dem Hinweis auf den Bach im Namen (= Wellenbalken).
Das Wappen wurde 1968 der ehemaligen Gemeinde verliehen.